# Бульони, Фрэнк
Фрэнк Бульо́ни (англ. Frank Buglioni; род. 18 апреля 1989, Лондон) — британский боксёр второй средней весовой категории. В 2010 году выступал за олимпийскую сборную Великобритании, серебряный призёр чемпионата Содружества. С 2011 по 2018 годы боксировал на профессиональном уровне, владел титулом чемпиона Европы по версии ВБО (2013—2015), титулом интернационального чемпиона по версии ВБА (2015), был претендентом на титул чемпиона мира ВБА.

## Биография
Фрэнк Бульони родился 18 апреля 1989 года в Лондоне, имеет итальянские корни — его прадед в 1920-х годах эмигрировал в Англию из Неаполя. Детство провёл в Энфилде, увлекался многими видами спорта, в том числе плаванием, лёгкой атлетикой, футболом. Активно заниматься боксом начал в возрасте тринадцати лет — выбрал единоборства, чтобы стать ещё сильнее и крепче. Вскоре тренеры обнаружили у него талант к боксу, подросток стал посвящать этому делу всё свободное время, отказавшись от всех прочих увлечений.

### Любительская карьера
В возрасте четырнадцати лет Бульони тренировался в клубе любительского бокса Уолтем-Фореста, провёл четыре победных поединка, после чего присоединился к боксёрскому клубу «Рептон» в Бетнал-Грин, откуда вышли такие известные чемпионы как Одли Харрисон, Даррен Баркер и Морис Хоуп. Проходил подготовку под руководством тренера Тони Бёрнса.
На любительском уровне дважды становился национальным чемпионом во втором среднем весе, привёз несколько медалей с международных соревнований. Наиболее примечательно его выступление на чемпионате Содружества по боксу в индийской столице Дели, где он победил всех своих соперников кроме местного бойца, титулованного Виджендера Сингха, которому уступил со счётом 3:13. Всего в любителях провёл 70 поединков, из них 60 выиграл и 10 проиграл, причём более половины боёв выиграл досрочно нокаутом.

### Профессиональная карьера
Не дожидаясь начала Олимпиады в Лондоне, Бульони решил перейти в профессионалы и в ноябре 2011 года провёл два первых профессиональных поединка (с двухнедельным перерывом). В течение двух лет одержал двенадцать побед подряд, в частности завоевал и защитил титул чемпиона Европы во втором среднем весе по версии Всемирной боксёрской организации (ВБО). Первое поражение потерпел в апреле 2014 года во время второй защиты чемпионского пояса — в шестом раунде техническим нокаутом проиграл представителю Белоруссии Сергею Хомицкому.
Несмотря на поражение, Фрэнк Бульони продолжил выходить на ринг и в четырёх последующих поединках был лучшим, стал чемпионом южной области Великобритании, вернул себе титул чемпиона Европы ВБО, который к тому моменту стал вакантным, и ещё дважды защитил его (во время второй защиты судьями была зафиксирована ничья). В июле 2015 года оспорил вакантный титул интернационального чемпиона по версии Всемирной боксёрской ассоциации (ВБА), нокаутировав в пятом раунде другого претендента, мексиканца Фернандо Кастаньеду.
Поднявшись в рейтинге ВБА, Бульони удостоился права выйти против регулярного чемпиона организации во втором среднем весе, россиянина Фёдора Чудинова. Их бой состоялся в сентябре 2015 года на полностью заполненном стадионе «Уэмбли», Чудинов атаковал чаще и контролировал ход поединка на протяжении всех двенадцати раундов, победив единогласным решением судей со счётом 120-106, 118-108, 117-109.
27 ноября 2018 года на своей страничке в соц. сети Facebook сообщил о завершении карьеры профессионального боксёра..

## Статистика профессиональных боёв
В таблице перечислены результаты всех поединков боксёров.
В каждой строке указан результат поединка. Дополнительно номер поединка обозначен цветом, который обозначает итог поединка. Расшифровка обозначений и цветов представлена в нижеследующей таблице.
| Пример | Расшифровка                     |
| ------ | ------------------------------- |
|        | Победа                          |
|        | Ничья                           |
|        | Поражение                       |
|        | Планируемый поединок            |
|        | Поединок признан несостоявшимся |
| КО     | Нокаут                          |
| ТКО    | Технический нокаут              |
| PTS    | Решение судей (по очкам)        |
| UD     | Единогласное решение судей      |
| MD     | Решение большинства судей       |
| SD     | Раздельное решение судей        |
| RTD    | Отказ от продолжения боя        |
| DQ     | Дисквалификация                 |
| NC     | Поединок признан несостоявшимся |

| 27 | 24 ноября 2018   | Мэн Фаньлун (13-0-0)         | Casino de Monte Carlo Salle Medecin, Монте-Карло, Монако | TKO5 (12)  | Бой за титул чемпиона по версии IBF Inter-Continental (1-я защита Фаньлуна) в полутяжёлом весе. |
| 26 | 28 июля 2018     | Эммануэль Фейзеу (10-7-2)    | O2 Арена, Лондон, Великобритания                         | RTD6 (8)   |                                                                                                 |
| 25 | 24 марта 2018    | Каллум Джонсон (16-0-0)      | O2 Арена, Лондон, Великобритания                         | TKO1 (12)  | Бой за титулы чемпиона Британии по версии BBBofC и Британского Содружества в полутяжёлом весе.  |
| 24 | 28 октября 2017  | Крейг Ричардс (10-0-0)       | Миллениум, Кардифф, Великобритания                       | UD12 (12)  | Защитил титул чемпиона Британии по версии BBBofC в полутяжёлом весе.                            |
| 23 | 1 июля 2017      | Рикки Саммерс (13-0-0)       | O2 Арена, Лондон, Великобритания                         | UD12 (12)  | Защитил титул чемпиона Британии по версии BBBofC в полутяжёлом весе.                            |
| 22 | 10 декабря 2016  | Хоси Бартон (18-0-0)         | Манчестер Арена, Манчестер, Великобритания               | TKO12 (12) | Завоевал титул чемпиона Британии по версии BBBofC в полутяжёлом весе.                           |
| 21 | 26 марта 2016    | Олегс Федотовс (21-24)       | Уэмбли, Лондон, Великобритания                           | TKO1 (6)   |                                                                                                 |
| 20 | 26 сентября 2015 | Фёдор Чудинов (13-0-0)       | Уэмбли, Лондон, Великобритания                           | UD12 (12)  | Бой за титул чемпиона WBA.                                                                      |
| 19 | 24 июля 2015     | Фернандо Кастаньеда (23-9-0) | Уэмбли, Лондон, Великобритания                           | KO5 (12)   | Бой за вакантный титул WBA International.                                                       |
| 18 | 9 мая 2015       | Ли Маркхэм (14-2-0)          | Уэмбли, Лондон, Великобритания                           | SD10 (10)  | 2-я защита титула WBO European.                                                                 |
| 17 | 28 февраля 2015  | Иван Юкич (21-3-0)           | O2 Арена, Лондон, Великобритания                         | TKO1 (10)  | 1-я защита титула WBO European.                                                                 |
| 16 | 29 ноября 2014   | Эндрю Робинсон (13-0-0)      | ExCeL, Лондон, Великобритания                            | UD10 (10)  | Бой за вакантный титул WBO European.                                                            |
| 15 | 20 сентября 2014 | Алексей Рибчев (18-10-1)     | Йорк-холл, Лондон, Великобритания                        | TKO6 (10)  | Бой остановлен из-за рассечения у Рибчева.                                                      |
| 14 | 16 июля 2014     | Сэм Коузенс (11-12-1)        | Йорк-холл, Лондон, Великобритания                        | TKO4 (10)  | Бой за титул BBBofC Southern Area.                                                              |
| 13 | 12 апреля 2014   | Сергей Хомицкий (28-10-2)    | Коппер-Бокс, Лондон, Великобритания                      | TKO6 (10)  | 2-я защита титула WBO European.                                                                 |
| 12 | 15 февраля 2014  | Гаэтано Неспро (21-9-1)      | Коппер-Бокс, Лондон, Великобритания                      | TKO5 (10)  | 1-я защита титула WBO European.                                                                 |
| 11 | 30 ноября 2013   | Степан Хорват (11-1-0)       | Коппер-Бокс, Лондон, Великобритания                      | TKO8 (10)  | Бой за вакантный титул WBO European.                                                            |
| 10 | 21 сентября 2013 | Бронислав Кубин (16-11-1)    | Коппер-Бокс, Лондон, Великобритания                      | TKO2 (10)  |                                                                                                 |
| 9  | 20 июля 2013     | Кирилл Псонко (10-25-2)      | Уэмбли, Лондон, Великобритания                           | PTS8 (8)   |                                                                                                 |
| 8  | 20 апреля 2013   | Даррен Маккенна (2-7-1)      | Уэмбли, Лондон, Великобритания                           | KO3 (8)    |                                                                                                 |
| 7  | 15 декабря 2012  | Киэрен Хили (14-21-1)        | ExCeL, Лондон, Великобритания                            | RTD2 (6)   |                                                                                                 |
| 6  | 14 сентября 2012 | Джо Риа (8-9-1)              | Йорк-холл, Лондон, Великобритания                        | TKO2 (6)   |                                                                                                 |
| 5  | 1 июня 2012      | Джоди Мейкле (3-20-0)        | Йорк-холл, Лондон, Великобритания                        | PTS6 (6)   |                                                                                                 |
| 4  | 28 апреля 2012   | Даниэль Борисов (4-5-0)      | Альберт-холл, Лондон, Великобритания                     | TKO1 (6)   |                                                                                                 |
| 3  | 10 февраля 2012  | Райан Кларк (2-49-4)         | Йорк-холл, Лондон, Великобритания                        | PTS4 (4)   |                                                                                                 |
| 2  | 18 ноября 2011   | Пол Морби (6-9-1)            | Йорк-холл, Лондон, Великобритания                        | TKO1 (4)   |                                                                                                 |
| 1  | 5 ноября 2011    | Сэби Монтит (0-8-0)          | Уэмбли, Лондон, Великобритания                           | TKO1 (4)   | Профессиональный дебют Бульони.                                                                 |